# Weiße Wiese (Riesengebirge)
Die Weiße Wiese (tschechisch Bílá louka, polnisch Biała Łąka) ist eine Hochebene zwischen dem Hauptkamm und dem östlichen Böhmischen Kamm des Riesengebirges an der tschechisch-polnischen Grenze. Ein weiterer Name ist Silberkamm (tschechisch Stříbrné návrší).

## Lage
Das Hochplateau liegt zwischen dem Brunnberg (Studniční hora) im Nordwesten und dem Koppenplan (Równia pod Śnieżką) im Osten, der die Abdachung des Gebiets bildet. Die nördliche Begrenzung bilden die Steilwände des Gletscherkessels am Karsee Mały Staw. Am Südrand, in Nähe der Luční bouda (Wiesenbaude), liegt das Quellgebiet der Bílé Labe (Weißwasser), die sich nach Südwesten hin tief in das Gelände eingeschnitten hat. Größere Städte in der Nähe sind das südwestlich und 6 km entfernt liegende Spindlermühle (tschech. Špindlerův Mlýn) und das ebenfalls rund 6 km entfernte Karpacz (Krummhübel), das allerdings in entgegengesetzter, nordöstlicher Richtung liegt.

### Nahegelegene Gipfel
| Smogornia    |         |                |
| Železný vrch | Kompass | Schneekoppe    |
| Luční hora   |         | Studniční hora |

## Hydrologie
Die gesamte Fläche ist ausgesprochen feucht und von zahlreichen kleinen Wasseradern durchzogen und bildet eine Wasserscheide zwischen Nord- und Ostsee. Die Bílé Labe sammelt in südwestlicher Richtung das Wasser und ist der erste große Zufluss zur Elbe und damit zum Flusssystem "Elbe – Nordsee". In nördlicher Richtung fließen die Quellbäche der Łomnica (Große Lomnitz) zusammen und gehören zum Flusssystem "Oder – Ostsee".

## Flora und Fauna
Der größte Teil des Gebiets ist von Borstgras  überwuchert; dazwischen Strohblumen und einige niedrige Latschen. Die ausgesetzte Lage und das raue Klima wirken sich stark auf die Anzahl der hier lebenden Arten aus. Auf der Höhe können sich nur einige pflanzenfressende Wanzen, Spinnen und Käfer halten, die aber Nahrung für verschiedene Vogelarten sind wie z. B. Bergpieper, Hausrotschwanz und das Rotsternige Blaukehlchen.

## Naturschutz und Tourismus
Die Weiße Wiese liegt auf dem Gebiet von zwei Nationalparks: in Polen im Karkonoski Park Narodowy (KPN) und in Tschechien im Krkonošský národní park (KRNAP). Das bedeutet, dass die befestigten Wege nicht verlassen werden dürfen und dass die Wiesenbaude auch für ihre Gäste nicht motorisiert zu erreichen ist.
Die Wanderwege sind markiert:

▬ – Blau, führt vom Przeł pod Śnieżką, dem Pass unterhalb der Schneekoppe ins Weißwasser-Tal und weiter nach Spindlermühle.

▬ – Rot, führt entlang des Wegs der polnisch-tschechischen Freundschaft (Kammweg) von Vrchlabí (Hohenelbe) nach Spindlermühle.

▬ – Gelb, führt von der Wiesenbaude zum ehemaligen touristischen Grenzübergang am Koppenplan.
Im Winter verbindet eine Langlaufloipe die Wiesenbaude mit der Spindlerbaude (Špindlerova bouda) am Spindlerpass (poln. Przełęcz Karkonoska).

## Bilder aus der Umgebung

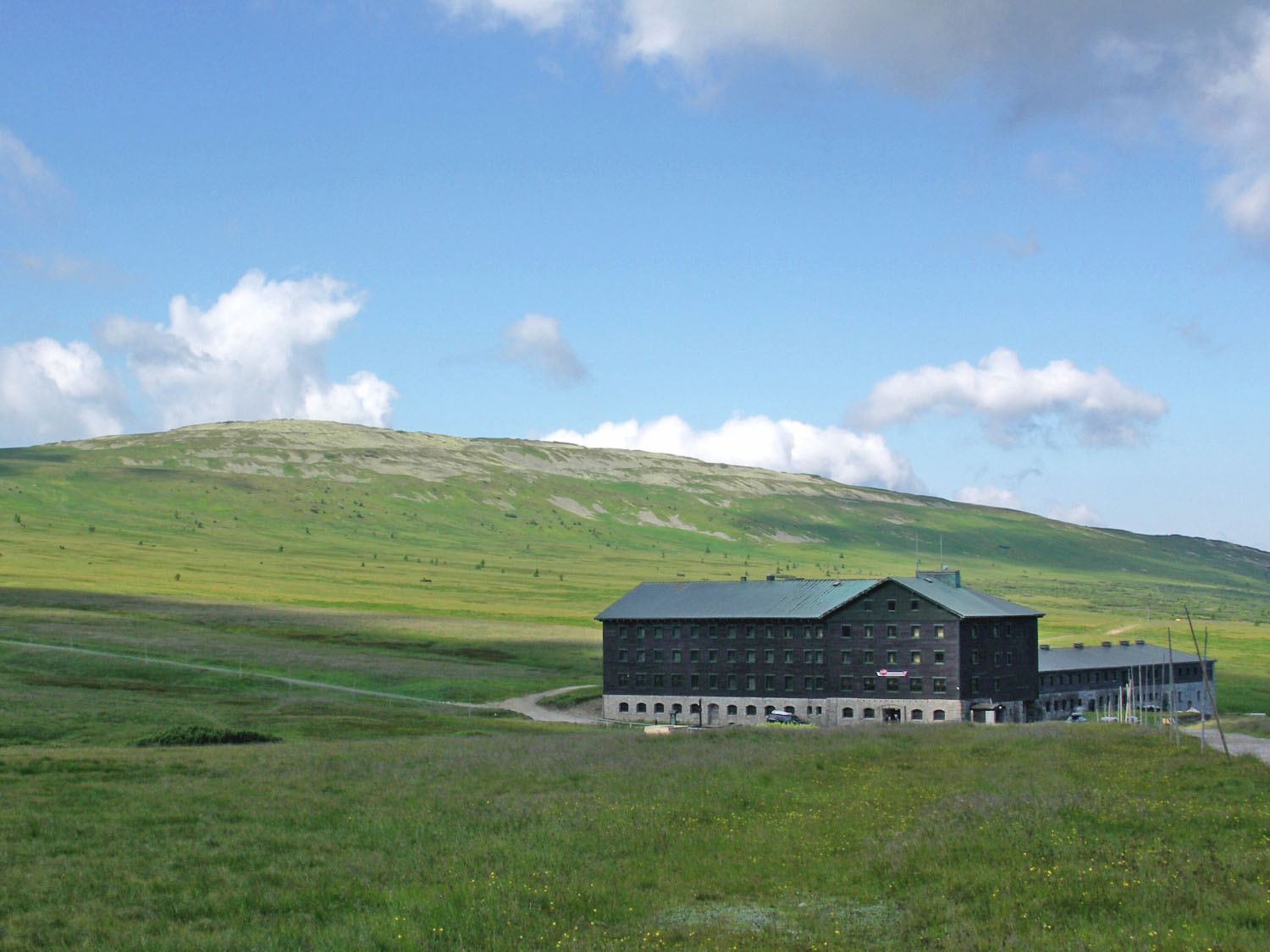
Weiße Wiese, Wiesenbaude,
dahinter der Hochwiesenberg

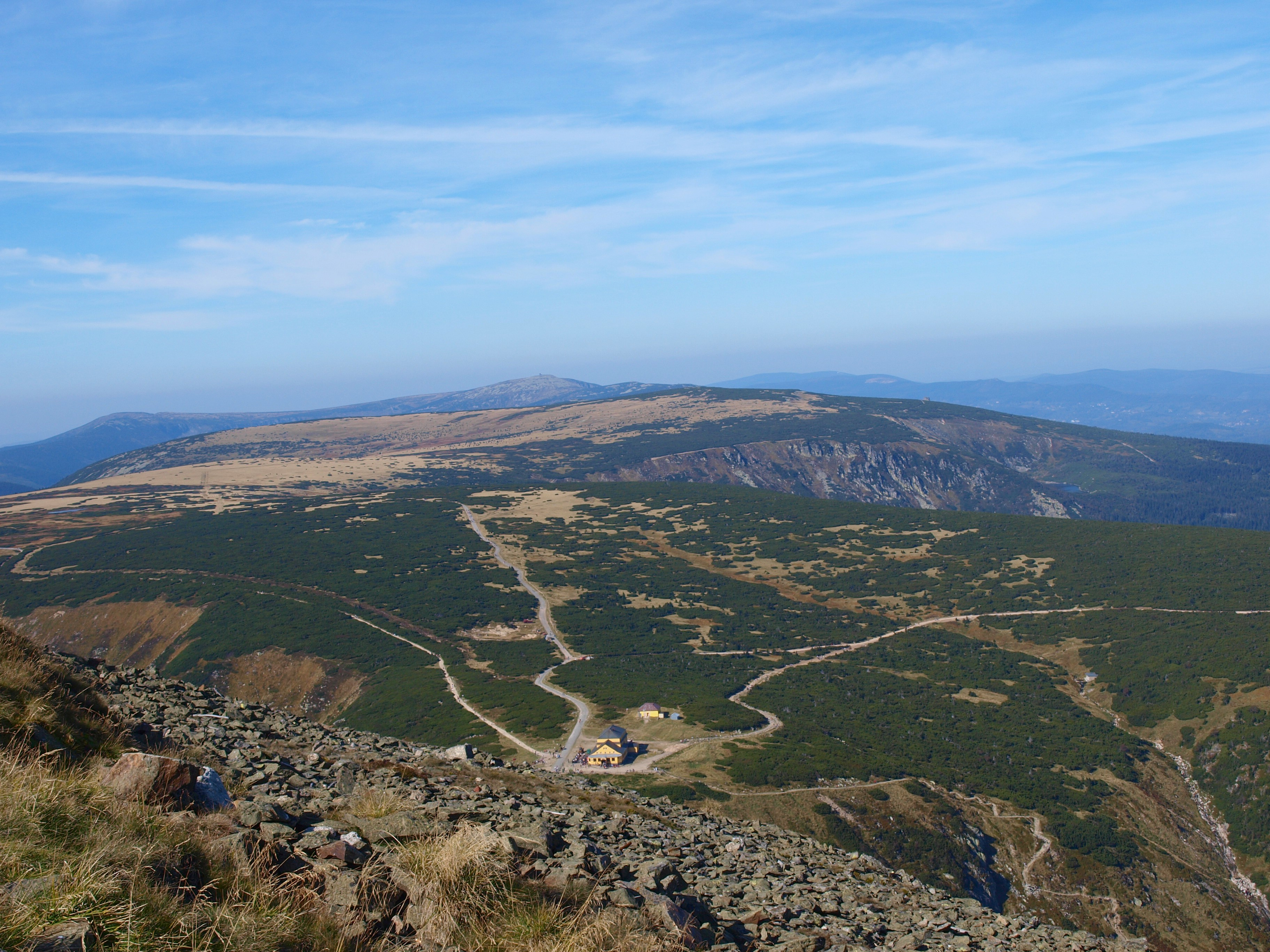
Blick von der Schneekoppe
auf Koppenplan und Weiße Wiese

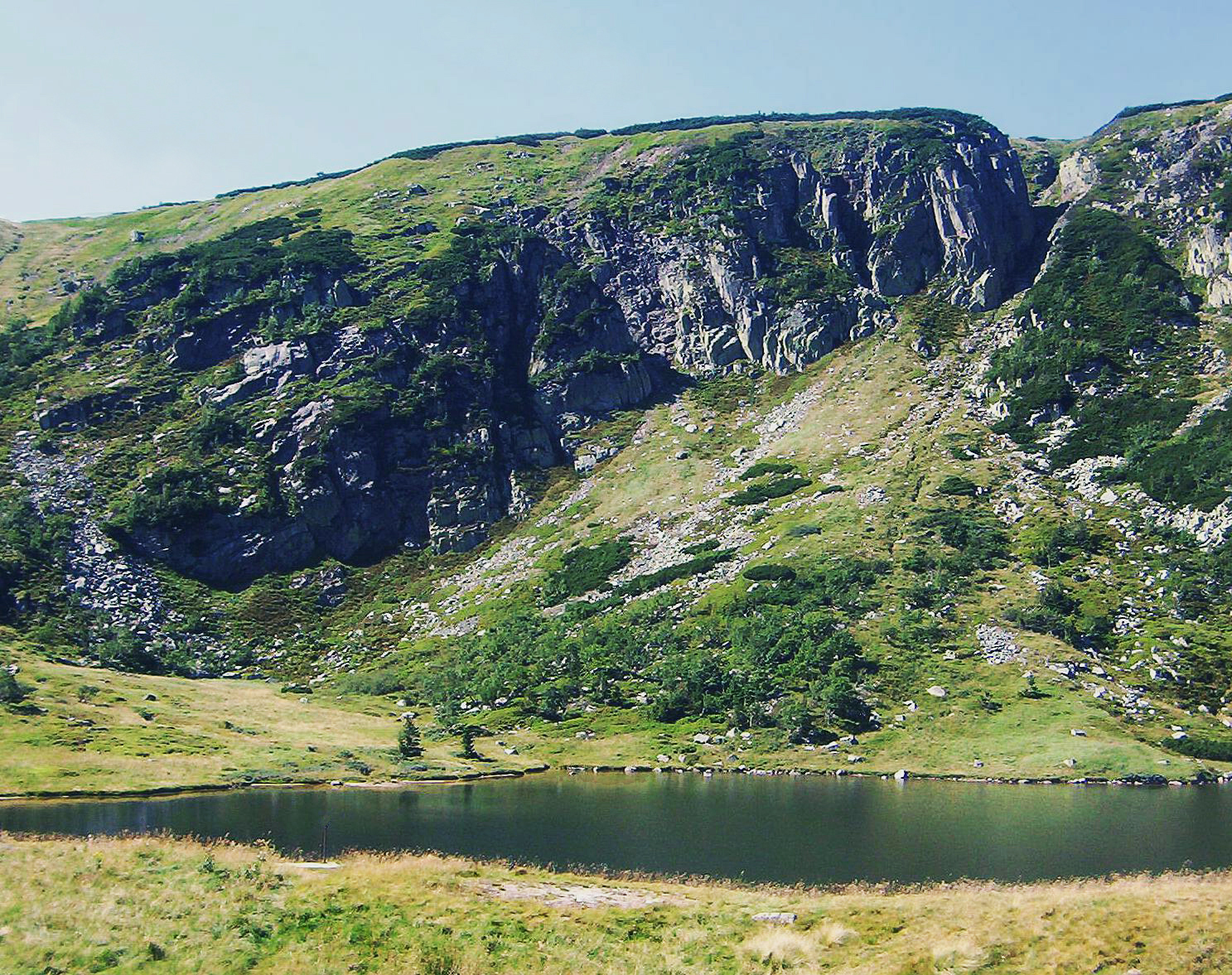
Der Kleine Teich (Maly Staw)
am steilen Nordhang